# Tyers (système de signalisation ferroviaire)
Le Tyer's Electric Train Tablet système est un système de signalisation ferroviaire pour train à voie unique utilisé dans plusieurs pays. Conçu en Grande-Bretagne par l'ingénieur Edward Tyer après l'accident de train de Thorpe, en 1874, qui fit 21 morts. Il fut en service en Nouvelle-Zélande jusqu'en juin 1994.
Il fut aussi largement utilisé en France par la compagnie PLM mais sa mauvaise utilisation donna lieu à l'accident du 5 septembre 1881 en gare de Charenton, qui fit 22 morts et 81 blessés.
Le système utilise un disque appelé tablet, pour signaler la présence d'un train. L'objectif du système était d'utiliser la « tablette » comme garantie physique pour l'équipage du train, qu'il n'y avait pas d'autre train sur la section de la voie unique. Sans cela, il ne pouvait pas s'engager sur la section protégée à son entrée par le signal de cette voie unique.

## Construction

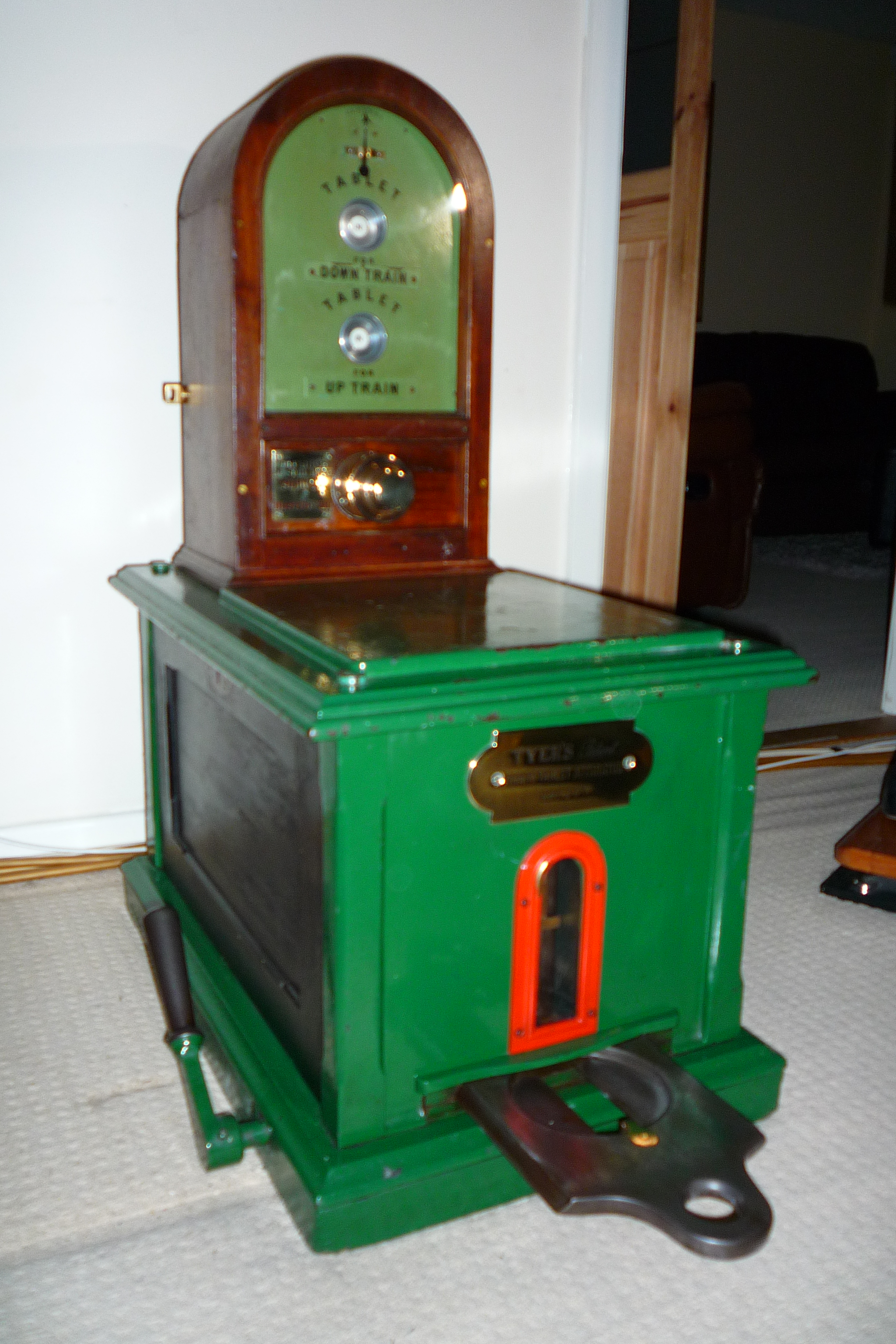
vue d'ensemble de l'instrument no 6 montrant la manette de restauration et la pastille en position "out"

Un instrument était placé à chaque extrémité de la section à voie unique qu'elle contrôlait. Ils étaient connectés tous les deux électriquement de telle manière que l'action sur l'un entrainait une opération de fermeture pour l'autre.
Il y eut de nombreuses versions de cet instrument, qui furent développées par « Tyer & Co ». Ci-dessous est présenté le plus communément utilisé : le modèle : Tyer's no 7 qui consiste en un boite en bois sur le dessus de laquelle, on trouve une barrette coulissante en métal, un piston interrupteur, une cloche et un indicateur de tension électrique. Sur le devant, on trouve un indicateur qui peut montrer l'une ou l'autre des trois indications : « Ligne fermée » ; « Train à l'approche » et « Train en ligne ». En dessous, il existe un second piston, qui a trois positions : position de base, à moitié tiré et complètement tiré.
Ces trois indications correspondent aux trois positions de la manette. La boite contient plusieurs pastilles ; Elles sont retirées de l'instrument en utilisant la manette de derrière, et remis en place en utilisant le piston du haut. L'instrument est construit de telle façon que dès que d'une pastille a été retirée de l'un des instruments de la paire, aucun autre voyant ne puisse être affiché tant que la pastille n'a pas été remise dans l'autre instrument de la paire.
L'instrument à tablette "The Tyer's no 6 est pourvu d'une armature en acier fondu tiroirs mobiles sur l'avant qui peuvent recevoir les « tablets ». Sur le côté gauche, il y a un levier pour remettre à zéro la « tablet » quand elle est remise en place dans le magasin. Sur le côté, il y a une porte en bois pour accéder au mécanisme complexe et une caisse en forme de pierre tombale en bois vers le haut qui abrite la cloche, le commutateur et l'indicateur du jeton pour indiquer un train montant ou descendant. À la partie tout à fait supérieure, il y a un galvanomètre. La cloche constituant le signal sonore associé à la machine est séparée et peut être positionnée sur l'étagère du bloc ou sur le mur au-dessus de l'instrument.

## Pastilles
Les pastilles ont la forme d'un disque de métal ou de fibre (avec un poids en bronze à la partie supérieure du magasin), gravé avec les noms des stations entre lesquelles elles sont valides, et aussi des entailles (appelées aussi configurations) ou d'autres indentations qui garantissent qu'elles ne correspondent qu'à une paire donnée d'instruments. Elles étaient aussi souvent peintes avec des couleurs distinctes pour permettre une identification visuelle supplémentaire dans la zone des sections consécutives qu'ils contrôlaient avec le même type d'instrument. Le diamètre de la tablette variait entre les différents modèles de l'instrument : celles du type no 1 étaient les plus larges, et les plus étroites furent les types no 5 et no 7, alors que les types nos 2, 3, 4 et 6 utilisaient tous des tablettes d'environ 4,5 mm de diamètre.

## Fonctionnement
Le système nécessite qu'à chaque station, aux deux bouts de la section, il soit commandé par une personne, qui communique avec celui situé à l'autre extrémité de la section, à l'aide d'une cloche avec un code pour commander la pastille.
Pour libérer la pastille à la station A et envoyer le train vers la station B :
- les deux machines doivent être en position fermée.
- l'opérateur de la station A lance le code sonore de la cloche vers la station B pour demander si la voie est libre.
- Si la voie est libre, l'opérateur de la station B répète le code sonore de la cloche pour se faire reconnaitre.
- l'opérateur de la station A abaisse le levier de la cloche.
- l'opérateur de la station B presse son interrupteur d'une main et avec l'autre tire vers le bas, le levier de derrière à mi hauteur ; l'instrument annonce l'indication "Train à l'approche"
- l'opérateur de la station B tire vers le bas le levier de la cloche.
- l'opérateur de la station A presse sur son interrupteur d'une main et de l'autre tire le levier de derrière jusqu'au bout: l'instrument affiche maintenant "Train sur la ligne" et libère un jeton de la partie inférieure.
- l'opérateur de la station A prend la tablette (le jeton) et le donne au conducteur du train arrivant à la station B.

Pour fermer chacune des machines une fois que le train est arrivé à la station B en provenance de la station A :
- le conducteur du train donne la tablette à l'opérateur de la station B.
- l'opérateur de la station B tire la partie supérieure et met la tablette dedans puis referme le couvercle, et tire le levier de derrière ; l'instrument présente à nouveau l'indication "Ligne fermée"
- l'opérateur de la station B lance le code de la cloche vers la station A (dénotant que le "Train est hors de la Section"), tirant le levier sur la dernière position
- l'opérateur de la station A tire vers le bas son interrupteur, et l'instrument affiche maintenant l'indication "Ligne fermée"
- les deux machines sont maintenant dans l'état "fermé" et prêtes pour le démarrage d'une nouvelle procédure pour un autre train .

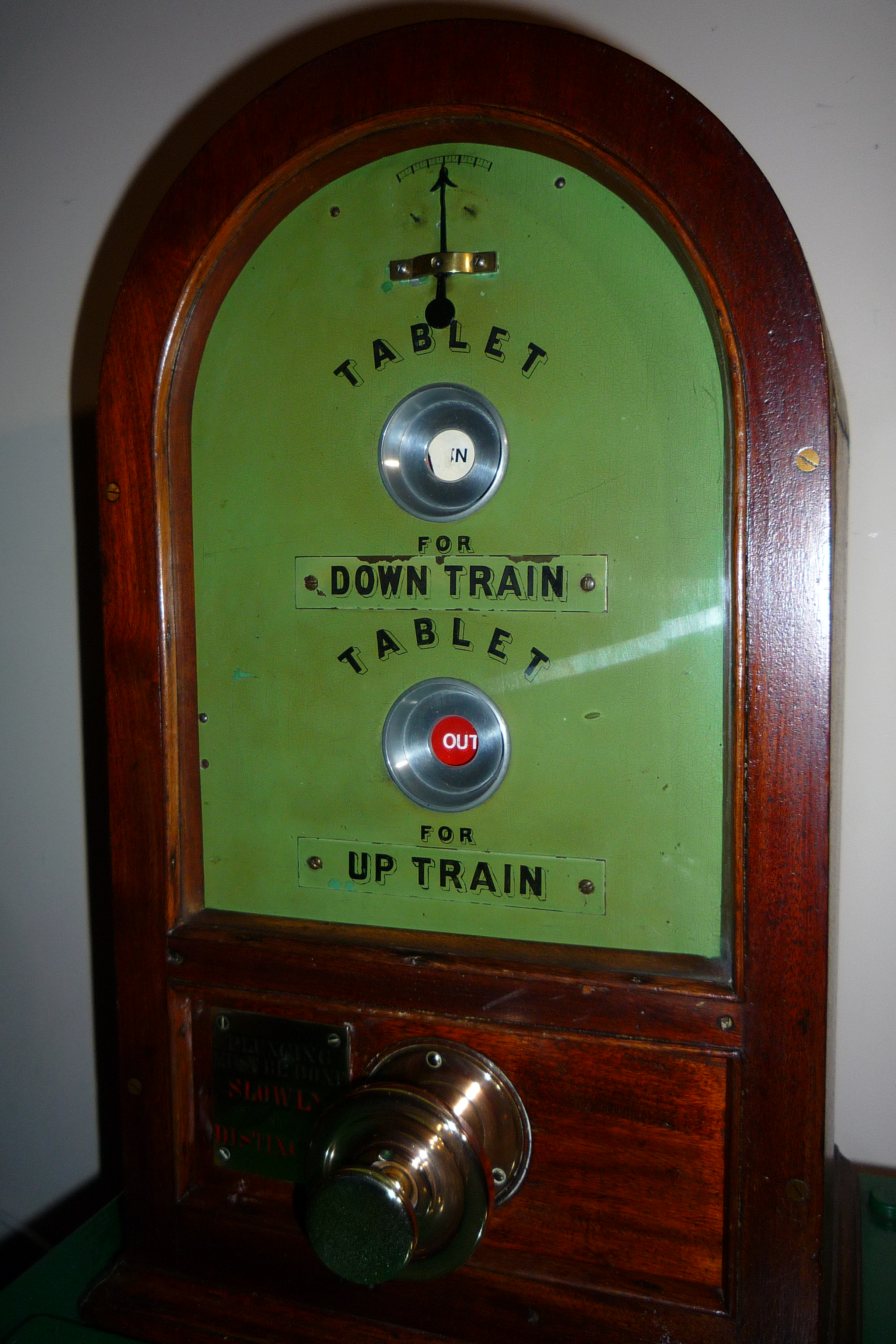
L'indicateur montrant un panneau, qui a été utilisé pour un train arrivant vers cet instrument

Le modèle original Tyer's no 1 est un système sans remise en route comme les types suivants nos 2 et 3. Une fois que le jeton a été retiré, il fallait se déplacer tout le long de la section à voie unique et la replacer sur son compagnon pour libérer à nouveau la section. Cela voulait dire que si un train tombait en panne sur la section à voie unique ou manœuvrait avant la limite de la station, la tablette devait être apportée jusqu'à l'instrument récepteur à pied ou à cheval . Toutefois, il y avait un moyen de shunter sans remettre la tablette. Ceci était réalisé par un moyen assez similaire au moyen d'un système intitulé staff and ticket (en).
Le modèle no 6, plus tardif avait une conception qui permettait une remise à l'état initial, permettant de remettre la tablette dans l'instrument initial pour dériver les limites de la station. Cela augmentait la flexibilité sans compromettre la sécurité. Cela dispensait aussi de l'information écrite aux autorités et du système des tickets. De nombreux instruments de type no 1 furent modifiés en modèle de type no 6 pour être capables de se remettre à zéro eux aussi.

## Zones d'utilisation
Le Great Western Railway utilisa le modèle Tyer's no 7 pour les trains électriques dans plusieurs secteurs et en particulier le Brize Norton and Bampton railway station (en) jusqu'à la section Witney railway station (en).
Le chemin de fer du Sri Lanka Railways utilise également ce système à plusieurs endroits.
Le modèle Tyer's no 6 fut de loin le plus répandu en Angleterre et fut adopté par la plupart des compagnies de train à voie unique. Toutefois quand le modèle Tyer's no 9 à clé fut validé 40 ans plus tard en 1912, il commença à remplacer le modèle no 6 du fait de son caractère compact, plus facile d'utilisation et de la nécessité moindre en déplacement et en maintenance.
Sur le réseau national anglais, l'utilisation du système Tyer's a pratiquement disparu dans la mesure où la plus grande partie des sections à voie unique ont été converties avec des systèmes plus modernes tels que le block-système dit « Tokenless Block » ou Radio Electronic Token Block (en). Toutefois, même encore en 2012 le système" Tyer Electric Token Block " reste en usage sur la ligne Glasgow South Western Line (en) entre Girvan et Dunragit en Écosse.

### Le dernier système à "tablet"
Le dernier système à" tablet" utilisé en Nouvelle-Zélande Rail appartient au train 1602 (Wellington - Masterton morning Wairarapa Connection (en)), qui fonctionnait entre la localité de Featherston} et Masterton sur la ligne de ligne de Wairarap (en) jusqu'au lundi 4 juillet 1994. Même sur la section allant de Masterton à Woodville le système à tablet a survécu quelques jours de plus, les trains roulant en auto assurance quand le système de contrôle leur permettait de circuler sans la tablet.
Les dernières sections à utiliser le système à tablet furent :
- gare de Featherston (en) ;
- gare de Carterton (en) ;
- gare de Masterton (en) ;
- gare de Pahiatua (en) ;
- gare de Woodville (en).

## Les chemins de fer du passé et musées ferroviaires
Aujourd'hui le système à tablette persiste néanmoins dans de nombreux chemins de fer historiques et dans des musées comme système "statique" / "opérationnel" / ou "moyen interactif" ou comme partie du système de signalisation d'un chemin de fer historique.

### Heritage railways
- Ferrymead Railway, Christchurch
- Silver Stream Railway, Wellington
- Glenbrook Vintage Railway, Auckland

### musées du chemin de fer
- Carterton Community & Railway Museum, gare de Carterton (en)
- musée de la locomotive de Fell (en), Featherston

### Autres références
- New Zealand Railway and Locomotive Society Ava Archive
- Pahiatua Railcar Society (en), Pahiatua Railway Station
- Helensville Railway Station Trust
- Papatoetoe Railway Station Trust
- Taumarunui Rail Action Group
- Ormonville Railway Station